# Włoska zupa weselna

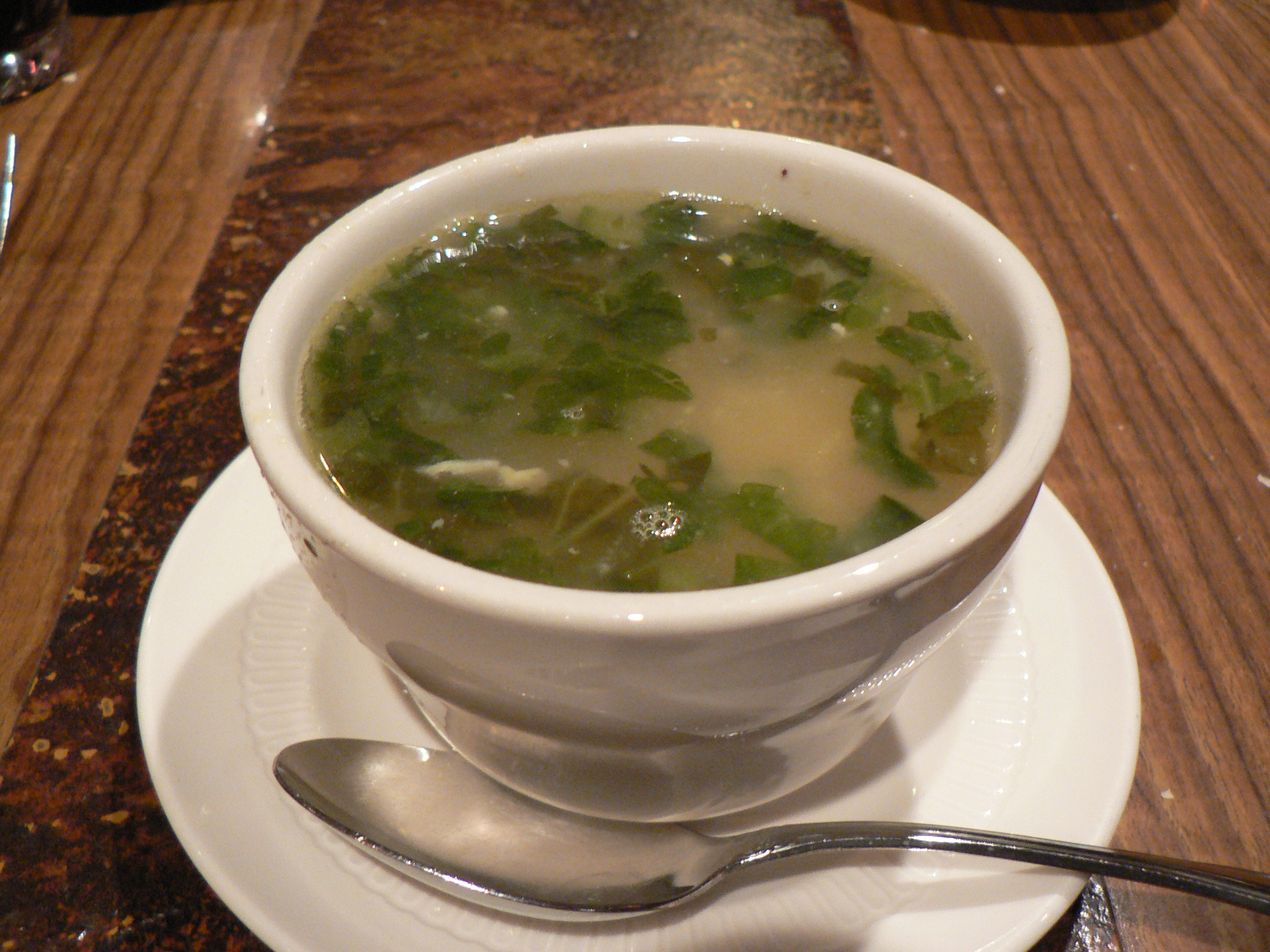
Włoska zupa weselna

Włoska zupa weselna – włoska zupa stworzona z zielonych warzyw oraz mięsa. Jest popularna w USA, gdzie jest jednym z podstawowych dań wielu restauracji. 

## Pochodzenie nazwy
Nazwa zupa weselna pochodzi z błędnego tłumaczenia wyrażenia minestra maritata, co oznacza „zupę małżeńską”. Słowa te odnosiły się do smaku wytwarzanego przez połączenie zielonych warzyw oraz mięsa. 

## Składniki
W skład zupy weselnej wchodzą zielone warzywa, takie jak kapusta, sałata, jarmuż oraz szpinak, a także mięso. Zwykle są to klopsiki, kiełbasy, czasem również kurczak. Zupa często zawiera włoską pietruszkę i parmezan. Tworzy się ją na bazie rosołu z kurczaka. Czasami zawiera makaron, taki jak acini di pepe, orzo, czy fusilli. Dodaje się do niej również soczewicę i marchewkę.